# 移民工業儲蓄銀行大樓

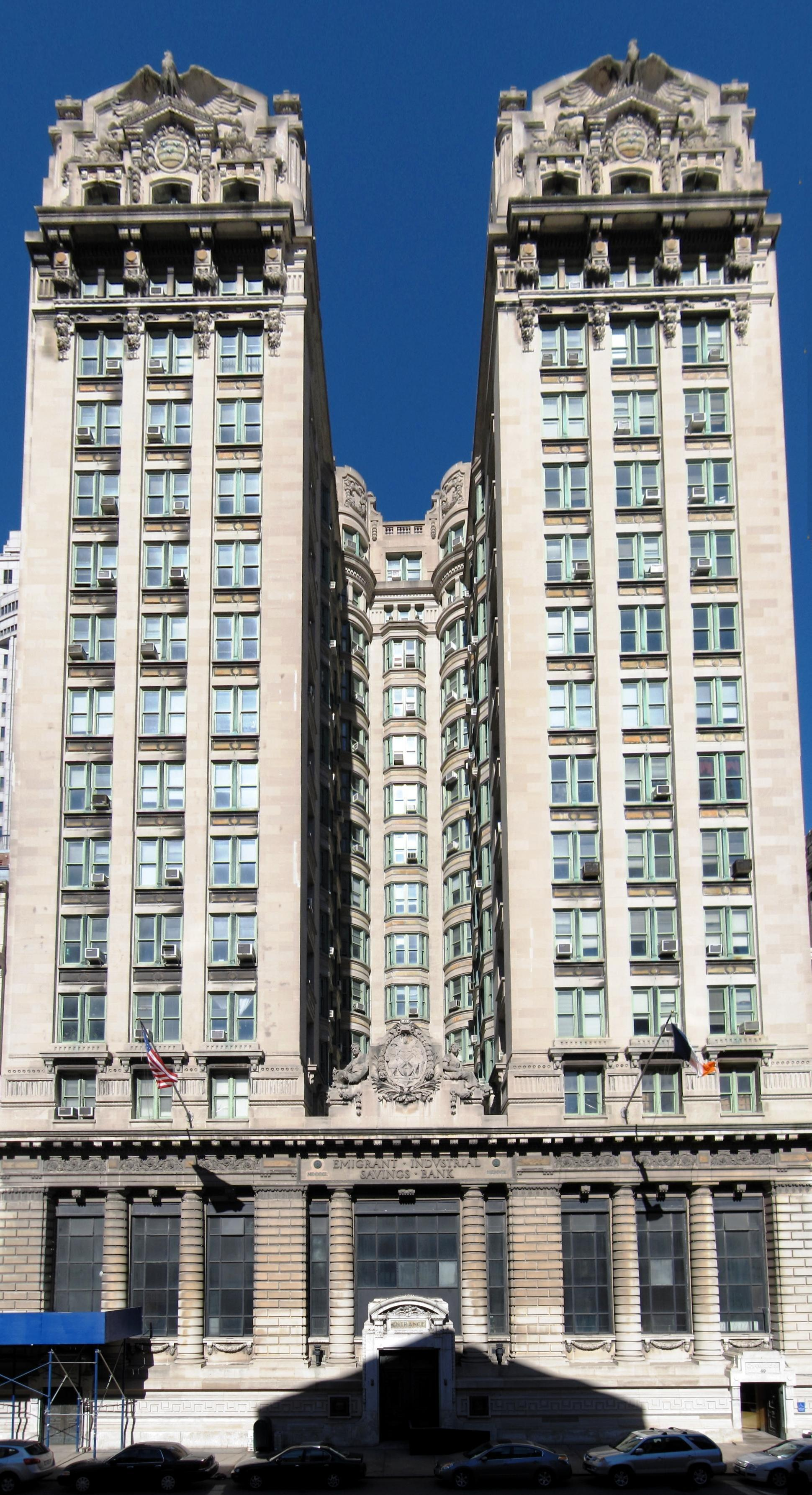

移民工業儲蓄銀行大樓（英語：Emigrant Industrial Savings Bank） 是位於美國紐約市曼哈頓的一座建築，修建於1909年至1912年期間，是一座布雜藝術風格建築。該建築共有17層，曾是美國最大的銀行建築。現在該建築由紐約市所有。